# 4382 Stravinsky
4382 Stravinsky este un asteroid din centura principală, descoperit pe 29 noiembrie 1989 de Freimut Börngen.